# Alexis Miansarow
Alexis Miansarow est un réalisateur français né le 22 novembre 1968 à Paris.

## Biographie
Réalisateur de deux longs métrages, Alexis Miansarow est surtout connu pour son activité de scénariste. Il s'est également impliqué dans la formation.

## Filmographie
- 1993 : Les Chiens de Pavlov (court métrage)
- 1995 : Tout un cinéma (court métrage)[2]
- 1997 : Francorusse
- 2001 : Bad Karma